# Список умерших в 1836 году
В этой статье представлен список известных людей, умерших в 1836 году.
См. также: Категория:Умершие в 1836 году

## Февраль
- 19 февраля Салаверри, Филипе Сантьяго (29) — перуанский военный и политический деятель.

## Март
- 6 марта Дэви Крокетт (49) — американский путешественник, офицер и политик, ставший персонажем фольклора США.

## Апрель
- 20 апреля Иоганн I фон Лихтенштейн (75) — 10-й фюрст (князь) Лихтенштейна.

## Ноябрь
- 12 ноября Хуан Рамо́н Гонса́лес де Балька́рсе (63) — губернатор Буэнос-Айреса.(1832—1833)